# Biofabbrica
Con il termine di biofabbrica si intende una struttura in cui si attua l'allevamento di artropodi su scala industriale, finalizzato alla produzione di organismi viventi da liberare in grandi quantità nell'ambiente nell'ambito di tecniche di lotta biologica e lotta integrata.

## Biofabbriche ed insettari
Nella letteratura classica gli allevamenti di artropodi sono in genere chiamati insettari, in particolare nei testi e nelle pubblicazioni poco recenti. I due termini, "insettario" e "biofabbrica", hanno in realtà accezioni differenti:
- L'insettario è un allevamento su piccola scala, realizzato per scopi scientifici e generalmente gestito da istituzioni scientifiche generalmente pubbliche. Nella letteratura anglosassone questo allevamento è genericamente indicato con il termine insectary. Per le sue finalità, l'insettario può comprendere l'allevamento di un elevato numero di specie. Le applicazioni pratiche di queste strutture possono riguardare la lotta biologica con il metodo propagativo.
- La biofabbrica è un allevamento su grande scala, realizzato per scopi commerciali e generalmente gestito da organismi privati. Nella letteratura anglosassone questa struttura è indicata con la locuzione commercial insectary. Per le sue finalità, la biofabbrica si limita all'allevamento di poche specie, la cui scelta è dettata da criteri economici. Le applicazioni pratiche di queste strutture riguardano la lotta biologica o la lotta integrata con i metodi inoculativo e inondativo.

A differenza degli insettari, le biofabbriche devono occuparsi anche di altri aspetti quali il confezionamento, lo stoccaggio e la distribuzione commerciale. Inoltre, pur applicando conoscenze sono derivate dalla ricerca scientifica, con le sperimentazioni attuate negli insettari, le biofabbriche applicano processi produttivi standard che possono differire notevolmente, in termini di procedure e strutture, dagli insettari. Ad esempio, l'allevamento di un insetto entomofago in insettario può svolgersi sul suo ospite o sulla sua preda più frequente e, quindi, in condizioni abbastanza vicine a quelle naturali; al contrario, nella biofabbrica, esigenze organizzative ed economiche possono richiedere l'allevamento su ospiti di sostituzione e in condizioni ambientali completamente differenti rispetto a quelle naturali.

## Tipologie di prodotti
I prodotti forniti dalle biofabbriche sono organismi viventi che rientrano nelle seguenti tipologie:
- insetti pronubi
- predatori di artropodi dannosi
- parassitoidi e parassiti di artropodi dannosi
- fitofagi di piante infestanti
- maschi sterili di artropodi dannosi
- altre tipologie di insetti utili.

La gamma di offerte si orienta, nella maggior parte delle biofabbriche, verso le tipologie indicate nei primi tre punti.

## Linee di produzione
La complessità insita nel tipo di prodotto e nell'eterogeneità, fa sì una singola linea di produzione si componga di differenti settori collegati, da cui fuoriesce un solo prodotto. In alcuni casi un singolo settore può comunque servire due o più linee di produzione differenti.
Ad esempio, la produzione di un predatore o di un parassitoide comprende almeno tre settori: l'allevamento dei riproduttori, l'allevamento della preda o dell'ospite, l'allevamento e lo stoccaggio degli individui da immettere nel commercio. Quando è possibile si ricorre a substrati alimentari artificiali, ma per alcune linee di produzione è necessario disporre anche di coltivazioni in serra.